# Astrocyclus caecilia
Astrocyclus caecilia is een slangster uit de familie Gorgonocephalidae. De wetenschappelijke naam van de soort werd als Astrophyton caecilia in 1856 gepubliceerd door Christian Frederik Lütken.

## Synoniemen
- Astrophyton krebsii Lütken, 1856[1]